# Anchoviella juruasanga
Anchoviella juruasanga is een straalvinnige vissensoort uit de familie van de ansjovissen (Engraulidae). De wetenschappelijke naam van de soort is voor het eerst geldig gepubliceerd in 2012 door Loeb.